# Wonder Wall
Wonder Wall（ワンダーウォール）は、日本のオルタナティヴ・ロック・バンドである。4人組バンド、東京都内を中心に活動。2021年1月からの活動休止を経て、2021年5月より「此処は、ワンダーランド」プロジェクトにて活動継続。

## メンバー
- shu - 1994年10月30日（30歳）
  - ギター、ボーカル、作詞・作曲担当。茨城県出身、B型

- yosuke  - 1990年7月30日（34歳）
  - ギター担当。愛知県出身、血液型はAB型。

- KOYA  - 1994年12月13日（30歳）
  - ベース担当。東京都出身、A型。

- IKKI - 1996年4月1日（29歳）
  - ドラム担当。沖縄県出身、A型。

## 来歴
2016年
- 7月11日 - 活動開始。[2]

2018年
- 8月9日 - 1stアルバム「plug」の発売
- 8月12日 - ROCK IN JAPAN FESTIVAL 2018出演。
- 10月17日 - 全国流通盤となる1stアルバム「plug」リリース。
- 12月20日 - 1stアルバム「plug」より「声を枯らして」MVをyoutubeにてリリース。

2019年
- 1月30日 - ROCKIN'ON JAPAN 3月号に掲載。
- 12月31日 - EP「赤く」リリース。

2020年
- 8月8日 - 1stシングル「サイダーグローリー」MV&サブスクリプションにてリリース。
- 10月8日 - 2ndシングル「しゃぼん玉」MVをyoutubeにてリリース。
- 11月26日 - 3rdシングル「夢限讃歌」MV&サブスクリプションにてリリース。

2021年
- 2月4日 - 4thシングル「メイデイ」MV&サブスクリプションにてリリース。同時に活動休止を発表。
- 5月22日 - 新プロジェクト「此処は、ワンダーランド」として活動再開。

## ミュージックビデオ
| 監督               | タイトル                     |
| ------------------ | ---------------------------- |
| オカダトウイチロウ | 声を枯らして - YouTube       |
| -                  | 赤く - YouTube               |
| -                  | サイダーグローリー - YouTube |
| -                  | しゃぼん玉 - YouTube         |